# Neomegastigmus petiolatus
Neomegastigmus petiolatus är en stekelart som beskrevs av Girault 1915. Neomegastigmus petiolatus ingår i släktet Neomegastigmus och familjen gallglanssteklar. Inga underarter finns listade i Catalogue of Life.